# Harry Barratt
Harold "Harry" Barratt (25 tháng 12 năm 1918 – 1989) là một cầu thủ bóng đá và huấn luyện viên bóng đá người Anh.

## Sự nghiệp huấn luyện
Barratt dẫn dắt Gillingham từ 1958 đến 1962. Đây là sự kiện huấn luyện duy nhất được biết đến của ông.